# Broadchurch
Broadchurch är en brittisk kriminalserie från 2013–2017 skapad av Chris Chibnall. Serien, som utspelar sig i en liten stad på kusten vid Dorset, hade premiär den 4 mars 2013 på ITV. I huvudrollerna ses David Tennant och Olivia Colman. Serien var en stor framgång i Storbritannien och tittarsiffrorna var de största någonsin för ett veckodrama i ITV. Serien hade svensk premiär den 19 augusti 2013 i TV4. Serien sändes i tre säsonger och dess sista avsnitt visades 17 april 2017.

## Handling
I den sömniga lilla kuststaden Broadchurch hittas plötsligt en dag den lille pojken Danny död på stranden. Kriminalkommissarien Alec Hardy (David Tennant) kallas in för att leda utredningen tillsammans med den lokala polisen Ellie Miller (Olivia Colman).

## Rollista i urval
- David Tennant – Alec Hardy
- Olivia Colman – Ellie Miller
- Jodie Whittaker – Beth Latimer
- Andrew Buchan – Mark Latimer
- Adam Wilson – Tom Miller
- Charlotte Beaumont – Chloé Latimer
- Jonathan Bailey – Olly Stevens
- Arthur Darvill – Paul Coates
- Matthew Gravelle – Joe Miller
- Carolyn Pickles – Maggie Radcliff
- Pauline Quirke – Susan Wright
- Joe Sims – Nige Carter
- Susan Brown – Liz Roper
- Will Mellor – Steve Connoly
- Vicky McClure – Karen White
- Simone McAullay – Becca Fisher
- Jacob Anderson – Dean Thomas
- David Bradley – Jake Marshall
- Tanya Franks – Lucy Stevens
- Lucy Cohu – Tess Henchard (säsong 2)
- Marianne Jean-Baptiste – Sharon Bishop QC (säsong 2)
- Charlotte Rampling – Jocelyn Knight QC (säsong 2)
- Phoebe Waller-Bridge – Abby Thompson (säsong 2)
- William Andrews – Ben Haywood (säsong 2)
- James D'Arcy – Lee Ashworth (säsong 2)
- Eve Myles – Claire Ripley (säsong 2)
- Amanda Drew – Cate Gillespie (säsong 2)
- Shaun Dooley – Ricky Gillespie (säsong 2)